# Dorylaimus viscosus
Dorylaimus viscosus (tijdelijke naam) is een rondwormensoort. De wetenschappelijke naam van de soort is voor het eerst geldig gepubliceerd in 1935 door Allgén.